# 1949 en Ontario
Chronologie de l'Ontario
- 1945
- 1946
- 1947
- 1948
- 1949
- 1950
- 1951
- 1952
- 1953

Cette page concerne des événements d'actualité qui se sont produits durant l'année 1949 dans la province canadienne de l'Ontario.

## Politique

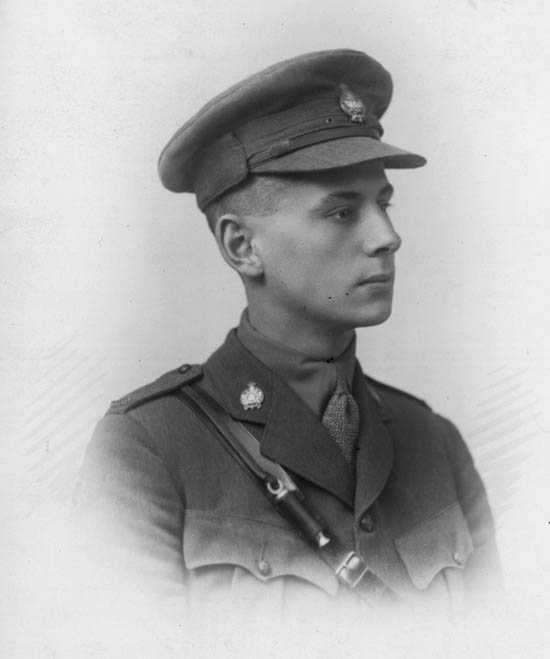
Leslie Frost, 16e Premier ministre de l'Ontario

- Premier ministre : Thomas Laird Kennedy (Parti progressiste-conservateur) puis Leslie Frost (Parti progressiste-conservateur)
- Chef de l'Opposition: Ted Jolliffe (Parti social démocratique (en))
- Lieutenant-gouverneur: Ray Lawson (en)
- Législature: 23e (en)

## Événements

### Juin
- 27 juin : le Parti libéral de Louis St-Laurent remporte l'élection fédérale avec 193 libéraux élus contre 42 conservateurs, 12 sociaux-démocrates, 10 créditistes et 4 candidats indépendants. En Ontario, le compte est de 55 libéraux, 25 conservateurs, 1 social-démocrate, 1 candidat libéral indépendant et 1 libéraux-travaillistes.

### Septembre
- 14 septembre : Le SS Noronic, le plus grand navire pour les passagers canadiens sur les Grands Lacs, a été détruit par un incendie faisant plus de 118 morts alors qu'il se dirige vers Toronto.

### Octobre
- 18 octobre : les dix premiers ministres provinciaux du Canada acceptent l'invitation de Louis St-Laurent d'assister à une conférence fédérale-provinciale en janvier prochain afin d'en venir à une entente sur des amendements à la Constitution.

## Naissances
- 18 avril : Jean-Paul Saint-Pierre, maire du canton ontarien de Russell (2010-2014) et conseiller municipal (2006-2010) († 18 octobre 2014).
- 2 juillet : Robert Paquette, animateur et compositeur.
- 8 octobre : Murray Elston (en), chef du Parti libéral de l'Ontario par intérim.

## Décès
- 9 janvier : Tom Longboat, coureur (° 4 juin 1887).
- 12 février : Pegi Nicol MacLeod (en), peintre (° 17 janvier 1904).
- 27 juin :
  - Thomas Langton Church (en), 37e maire de Toronto et député fédéral de Toronto-Nord (1921-1925), Toronto-Nord-Est (1925-1930), Toronto-Est (1934-1935) et Broadview (1935-1950) (° 1870).
  - William Sanford Evans (en), chef du Parti conservateur du Manitoba (1933-1936) et maire de Winnipeg (° 18 décembre 1869).
- 7 juillet : Fred Wellington Bowen, député fédéral de Durham (1921-1935) (° 23 mai 1877).
- 16 décembre :
  - Albert Edward Matthews, 16e lieutenant-gouverneur de l'Ontario (° 17 mai 1873).
  - Sidney Olcott, cinéaste (° 20 septembre 1873).